# جوکاستا (کمیک)
جوکاستا (به انگلیسی: Jocasta) یک شخصیت تخیلی و ابرقهرمانانه در کتاب‌های کامیک می‌باشد. این کاراکتر به دست جیم شوتر و جورج پیرز خلق شده و در انتقام‌جویان شماره ۱۶۲ام (اوت ۱۹۷۷) معرفی شد.
جدا از کتاب‌های کامیک، شرکت مارول از جوکاستا در دیگر کالاهای خود از جمله پوشاک، اسباب‌بازی، ورق بازی، انیمیشن‌های تلویزیونی و بازی‌های رایانه‌ای استفاده کرده است.
این ربات که عضو انتقام‌جویان است، توسط اولتران ابرتبه‌کار ساخته‌شده است.